# Linnaemya compacta
Linnaemya compacta är en tvåvingeart som först beskrevs av Charles Howard Curran 1926.  Linnaemya compacta ingår i släktet Linnaemya och familjen parasitflugor.
Artens utbredningsområde är Jamaica. Inga underarter finns listade i Catalogue of Life.